# Itaboraí-bekken
Het  Itaboraí-bekken is een bekken in Brazilië die afzettingen uit het Paleoceen omvat. Het is de type-locatie van het Itaboraían (59,0 – 57,0 miljoen jaar geleden), het derde tijdvak binnen de South American Land Mammal Ages. Het Itaboraí-bekken is samen met het Boliviaanse Santa Lucía-formatie en het Argentijnse Punta Peligro de belangrijkste vindplaats van fossielen van zoogdieren uit het Paleoceen in Zuid-Amerika.

## Locatie
Het Itaboraí-bekken bevindt zich bij São José de Itaboraí in de staat Rio de Janeiro. De fossielen zijn gevonden in een kalksteenmijn. 

## Fauna
De eerste fossielen werden in de jaren dertig van de twintigste eeuw gevonden in het Itaboraí-bekken en behoorden tot koppotigen. In 1944 werd het eerste zoogdierfossiel gevonden.
De zoogdierfauna van het Itaboraí-bekken bestond uit diverse groepen metatheriën, gordeldieren en hoefdierachtigen. De huidige drie Zuid-Amerikaanse buideldierordes waren in het Paleoceen al aanwezig op het continent. Net als tegenwoordig kende de Didelphimorphia de grootste diversiteit. Naast opossums zijn ook de Paucituberculata (de opossummuis Riolestes) en de Microbiotheria (Mirandatherium) bekend uit het Itaboraí-bekken. Een vierde buideldiergroep uit het Itaboraí-bekken was de Polydolopimorphia met Epidolops als algemeenste vorm. De Sparassodonta met Patene en Silvenator was de vijfde groep metatheriën uit het Itaboraí-bekken. Daarnaast zijn er nog verschillende andere soorten bekend zoals Austropediomys en soorten met een betwiste classificatie zoals Gaylordia en Eobrasilia. Riostegotherium is het oudst bekende gordeldier. De hoefdiergroepen uit het Itaboraí-bekken waren "condylarthen" (Didolodontidae), litopternen (Protolipternidae, Anisolambdidae), notoungulaten (Henricosborniidae, Oldfieldthomasiidae), astrapotheriën (Trigonostylopidae) en xenungulaten (Carodniidae). 
Verder zijn in het Itaboraí-bekken fossielen gevonden van de casuarisachtige Diogenornis, de schrikvogel Paleopsilopterus, kaaimannen (Eocaiman) en andere krokodilachtigen, slangen (Madtsoia, Boidae, Aniliidae), schildpadden (Podocnemis), padden (Bufo), klauwkikkers (Xenopus) en wormsalamanders. 